# Violino piccolo

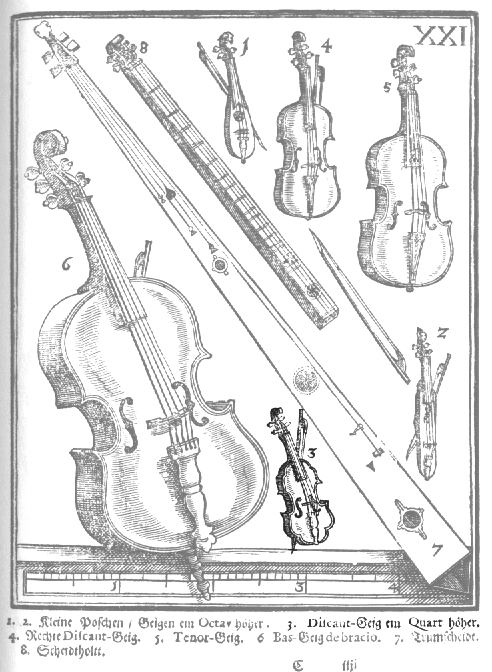
Familia del violín, incluyendo al violín piccolo

El violino piccolo (también llamado Diskangeige, Terzgeige, Quartgeige o Violino alla francese) es un instrumento de cuerda del periodo barroco. La mayoría de los ejemplares son del tamaño de un violín para niños, y están afinados una tercera menor (Si♭3-Fa4-Do5-Sol5) o una cuarta(Do4-Sol4-Re5-La5) más aguda. La obra más famosa que requiere un violino piccolo es probablemente el primer Concierto de Brandenburgo de Johann Sebastian Bach.
El violino piccolo más conocido es el de los hermanos Amati, que se encuentra en el Museo Nacional de Música, en Vermillion, Dakota del Sur. De acuerdo con mediciones modernas, el cuerpo tiene de longitud 1⁄4, el cuello   1⁄2 y la cabeza corresponde al de un violín de 3⁄4. La longitud de las cuerdas es el mismo que el de un violín de  4⁄4 detenido a una tercera menor de la nuez, lo que se corresponde con una afinación una tercera arriba de la característica de un violín de 4⁄4. Este violín de Amati cuenta con un diapasón de ancho similar al de un  4⁄4, pero recortado un tercio, lo que deja claro junto con las otras mediciones que hay una relación conceptual con un violín de   4⁄4.
Cuando la construcción del violín cambió cuando empezaba el periodo rococó, fue posible interpretar partes escritas para violines con afinación más alta en violines estándares y el violino piccolo no fue considerado necesario. En actuaciones modernas de trabajos antiguos que específicamente requieren un violino piccolo, es común que un instrumento de viento capaz de tocar en este rango, como el oboe, lo sustituya.
Violines de afinación similar han sido fabricados en tiempos modernos (como el violín soprano de la "Nueva familia del violín") pero no han sido aceptados como un estándar.